# Samad Nikkhah Bahrami
Samad Nikkhah Bahrami (11 de maio de 1983) é um basquetebolista profissional iraniano.

## Carreira
Samad Nikkhah Bahrami integrou a Seleção Iraniana de Basquetebol, em Pequim 2008, que terminou na décima-primeira colocação.

## Títulos
Seleção Iraniana
- FIBA Campeonato Asiático: 2007, 2009 e 2013